# Nacionalno prvenstvo ZDA 1917
Nacionalno prvenstvo ZDA 1917 v tenisu.

## Moški posamično
Robert Lindley Murray :  Nathaniel W. Niles  5-7 8-6 6-3 6-3

## Ženske posamično
Molla Bjurstedt Mallory :  Marion Vanderhoef  4-6, 6-0, 6-2

## Moške dvojice
Fred Alexander /  Harold Throckmorton :  Harry Johnson /  Irving Wright 11–9, 6–4, 6–4

## Ženske dvojice
Molla Bjurstedt /  Eleonora Sears :  Phyllis Walsh /  Grace Moore LeRoy 6–2, 6–4

## Mešane dvojice
Molla Bjurstedt Mallory /  Irving Wright :  Florence Ballin /  Bill Tilden 10–12, 6–1, 6–3